# Кельтики

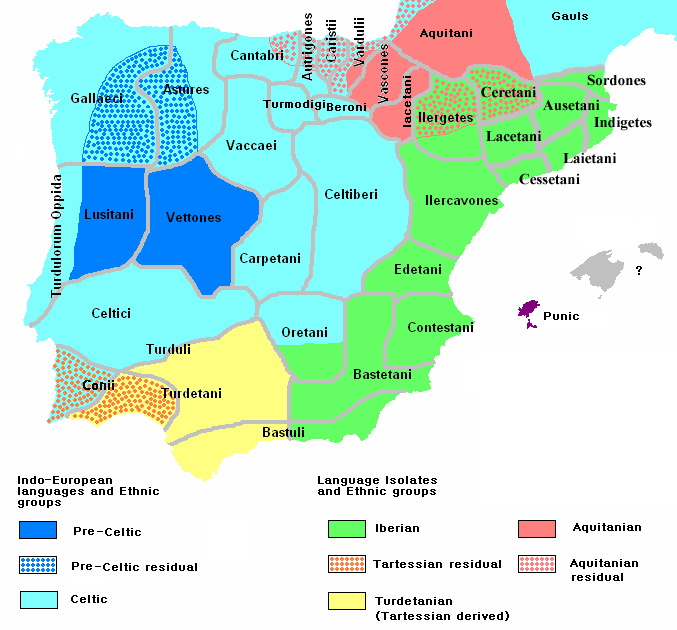
Пиренейский полуостров около 200 г. до н. э.

Кельтики, лат. Celtici — одно из кельтских племён Пиренейского полуострова, обитавшее на территории современных провинций Алентежу и Алгарве в Португалии (часть их мигрировала на север вместе с турдулами), а также на территории провинции Бадахос в Испании. Миграция кельтиков на территорию Пиренейского полуострова произошла, скорее всего, около IV в. до н. э.

## Античные источники

Карта доримского населения Португалии и направлений их миграции (турдулы — красный цвет, кельтики — коричневый, лузитаны — синий)

Кельтики упоминаются в ряде греческих и римских источников классической античности.
Страбон (3, 1, 6) вслед за Посейдонием упоминает кельтиков как основных обитателей региона между реками Тагус и Гуадиана, примерно совпадающего с современной португальской провинцией Алентежу.
Греки не считали кельтиков варварами, но, напротив, цивилизованным народом, почти в той же степени, что и турдетаны.
У них был тот же «благородный и цивилизованный» характер, что и у турдетанов. Страбон объяснял это соседством данных народов, а Полибий предполагал, что они были родственными, «хотя кельтики — менее (цивилизованы), поскольку они живут в небольших селениях (Страбон, 3, 2, 15).» 
Основными городами кельтиков были Лакобрига (вероятно, современный Лагуш в провинции Алгарве), Кепиана (Алентежу), Бретолеум, Миробрига (близ современного г. Сантьягу-ду-Касен), Аркобрига, Мерибрига, Катралевкус, Туррес, Альбы и Арандис (близ Каштру-Верде и Орике).
По-видимому, именно кельтики сыграли решающую роль в кельтизации кониев на территории Алгарве.
Их главным городом был Конисторгис (Страбон, 3, 2, 2), который, согласно различным источникам, принадлежал кинетам или кониям (Аппиан, Iber. 56-60). Аналогично, Страбон (3, 2, 15) указывал, что кельтики основывали колонии, такие, как Пакс Августа.
Бетурийские кельты, согласно Плинию, происходили от кельтиков в Лузитании, и были также родственны галлециям:
О том, что кельтики являются лузитанскими потомками кельтиберов, свидетельствует сходство их культа, языка, имён, которые отличаются от распространённых в Бетике.
Кельтики из Гуадианы были кровно связаны с кельтами Галисии, поскольку имела место крупная миграция на земли к северо-западу от этих кельтов, куда мигрировали также турдулы (Страбон, 3, 3, 5).
…По-видимому, Плиний считал Лузитанию, где обитали кельтики, прародиной всего кельтского населения Иберийского (Пиренейского) полуострова, включая кельтиберов на основании сходства религиозных ритуалов, языка и названий городов.